# دير سريان
دير سريان هي إحدى القرى اللبنانية تقع في محافظة النبطية وتحديدا في قضاء مرجعيون. تبعد عن العاصمة بيروت حوالي 90 كلم. تتميز بقرويتها رغم التمدن الذي طال القرى، فالبيوت فيها لا تزال متباعدة عن بعضها.